# Radovan (jezero)
Radovan (ponegdje se spominje naziv Radovansko jezero) nalazi se u Bosni i Hercegovini, na planini Radovan, pored regionalne ceste Uskoplje - Novi Travnik. Jezero je umjetno i nastalo je 1980-ih. Dimenzije jezera su 250x200 metara i smješteno je na tromeđi općina Bugojno, Novi Travnik i Uskoplje.